# Prkosna delta
Prkosna delta je igrani film Vesne Ljubić iz 1980. godine.
Radnja filma događa se u mjestu u delti Neretve gdje žive stanovnici južne Hercegovine. U mjestu se smjenjuju vojske i države koje pljačkaju stanovništvo i pale mjesto, a stanovništvo trpi česte poplave, bolesti i suše. Prokopavanje tunela prema moru spasilo bi mjesto od čestih poplava i seoska djevojka u potrazi je za eksplozivom.
Film je prikazan na 26. Pulskom filmskom festivalu i tom je prigodom nagrađen Zlatnom arenom za ton. Na festivalu u Bergamu film je nagrađen nagradom za film. jezik.

## Glavne uloge
- Gorica Popović
- Ante Vican
- Ivan Klemenc
- Jadranka Matković
- Spaso Papac
- Saša Selenić
- Boro Begović
- Ines Fančović
- Žarko Mijatović
- Darko Tatić
- Veljko Mandić
- Michael Boonstra
- Bećir Klapuh
- Drago Grabnar